# Planet Nio
Planet Nio är en hypotetisk planet i vårt solsystem. Enligt datorsimulationer är den som närmast 200 och som mest ungefär 1 200 astronomiska enheter från solen. Den har uppskattats röra sig i en elliptisk bana, och göra ett varv runt solen på mellan 10 000 och 20 000 år. Dess diameter uppskattas vara 3,7 gånger jordens, och dess temperatur -226 grader Celsius. Källan till värmen antas vara planetens kärna; solljusets värmande effekt antas vara tusen gånger mindre.
Planeten antas vara orsaken till de konstiga banorna av vissa objekt i solsystemets utkant.
Planet nio har antagits befinna sig i samma riktning som Valfiskens stjärnbild.